# 연무중학교 (충남)
연무중학교(鍊武中學校)는 대한민국 충청남도 논산시 연무읍 안심리에 있는 공립 중학교이다.

## 학교 연혁
- 1960년 1월 8일 : 황화중학교 3학급 설립 인가
- 1960년 4월 9일 : 개교, 제1회 입학식 거행
- 1961년 2월 24일 : 연무대중학교로 교명 변경
- 1963년 1월 1일 : 행정구역 개편으로 전북에서 충남으로 편입
- 1971년 9월 1일 : 연무대기계공고가 분리되어 나감
- 2001년 3월 1일 : 연무중학교로 교명 변경
- 2002년 3월 1일 : 13학급 인가 (일반학급12, 특수학급1)
- 2024년 9월 1일 : 제24대 김애리 교장 취임
- 2025년 1월 9일 : 제63회 졸업식(졸업생 57명, 총12,288명)
- 2025년 3월 4일 : 2025학년도 입학식(신입생 52명)

## 참고 자료
- 연무중학교 - 한국교육학술정보원 학교알리미